# 臺南市新化區大新國民小學
臺南市新化區大新國民小學，簡稱大新國小，是中華民國（臺灣）臺南市的一所市立國民小學。目前有客家語、戰鼓、直笛、管樂、高爾夫等校隊社團。

## 校史
- 1958年8月年奉准創校，定名為台南縣新化鎮大新國民學校，編制15班。
- 1967年9月核定供應學童營養午餐。
- 1969年8月奉令更名為台南縣新化鎮大新國民小學。
- 1980年9月奉令設立大新國民小學附設幼兒園，設有2班。
- 2004年8月奉令設立大新國民小學學前特教巡迴班，設有1班。
- 2010年12月配合縣市合併，更名為臺南市新化區大新國民小學。
- 2012年8月幼托整合，附設幼兒園增為3.5班。
- 2020年8月，附設幼兒園增為4班。